# Luossajärvet (södra)
Luossajärvet (södra) eller Puussasjärvi är en sjö i kommunen Enontekis i landskapet Lappland i Finland. Arean är 39 hektar och strandlinjen är 3,91 kilometer lång. Sjön  ingår i Torne älvs huvudavrinningsområde.   Den ligger omkring 280 kilometer nordväst om Rovaniemi och omkring 960 kilometer norr om Helsingfors. 